# Ulvöspinell
Ulvöspinell, auch als Ulvit oder Titanspinell bekannt, ist ein selten vorkommendes Mineral aus der Mineralklasse der „Oxide und Hydroxide“ mit der Endgliedzusammensetzung Fe2+2Ti4+O4 und damit chemisch gesehen ein Eisen-Titan-Oxid. Strukturell zählt Ulvöspinell allerdings zur Gruppe der Spinelle. Entsprechend der allgemeinen Schreibweise für Spinelle (AB2X4) kann die Formel für Ulvöspinell auch mit Ti4+Fe2+2O4 angegeben werden.
Ulvöspinell kristallisiert im kubischen Kristallsystem, entwickelt jedoch nur selten mit bloßem Auge sichtbare, skelettförmige Kristalle bis etwa 2 cm Größe und schwarzer, metallisch glänzender Farbe. Meist findet er sich in Form feinster Körnchen oder Entmischungs-„Netzwerke“ in Titanomagnetit oder Ilmenit. Diese Ulvöspinellentmischungen in Magnetit wurden nach Buddington auch als Mogensenit bezeichnet.

## Etymologie und Geschichte
Entdeckt wurde Ulvöspinell in der Grube Grundhamn auf der Insel Södra Ulvön in der schwedischen Gemeinde Örnsköldsvik (Västernorrland). Die Erstbeschreibung erfolgte 1946 durch Fredrik Mogensen, der das Mineral nach dessen Typlokalität benannte.
Ulvöspinell war bereits vor der Gründung der International Mineralogical Association (IMA) 1958 bekannt und das Mineral in der Fachwelt meist anerkannt. Als sogenanntes grandfathered Mineral (G) wurde die Anerkennung als eigenständige Mineralart von der Commission on new Minerals, Nomenclature and Classification (CNMNC) übernommen.
Ein Aufbewahrungsort für das Typmaterial von Ulvöspinell ist nicht definiert.

## Klassifikation
In der veralteten 8. Auflage der Mineralsystematik nach Strunz gehörte der Ulvöspinell zur Mineralklasse der „Oxide und Hydroxide“ und dort zur Abteilung „Verbindungen mit M3O4- und verwandte Verbindungen“, wo er gemeinsam mit Coulsonit in der Gruppe „Vanadin- und Titan-Spinelle“ mit der Systemnummer IV/B.01d steht.
In der zuletzt 2018 überarbeiteten Lapis-Systematik nach Stefan Weiß, die formal auf der alten Systematik von Karl Hugo Strunz in der 8. Auflage basiert, erhielt das Mineral die System- und Mineralnummer IV/B.04-040. Dies entspricht der Klasse der „Oxide und Hydroxide“ und dort der Abteilung „Oxide mit dem Stoffmengenverhältnis Metall : Sauerstoff = 3 : 4 (Spinelltyp M3O4 und verwandte Verbindungen)“, wo Ulvöspinell zusammen mit Brunogeierit, Coulsonit, Magnesiocoulsonit, Qandilit und Vuorelainenit die Gruppe der „V/Ti/Ge-Spinelle“ mit der Systemnummer IV/B.04 bildet.
Die von der International Mineralogical Association (IMA) zuletzt 2009 aktualisierte 9. Auflage der Strunz’schen Mineralsystematik ordnet den Ulvöspinell in die Klasse der „Oxide (Hydroxide, V[5,6]-Vanadate, Arsenite, Antimonite, Bismutite, Sulfite, Selenite, Tellurite, Iodate)“ und dort in die Abteilung „Metall : Sauerstoff = 3 : 4 und vergleichbare“ ein. Hier ist das Mineral in der Unterabteilung „Mit ausschließlich mittelgroßen Kationen“ zu finden, wo es zusammen mit Chromit, Cochromit, Coulsonit, Cuprospinell, Filipstadit, Franklinit, Gahnit, Galaxit, Hercynit, Jakobsit, Magnesiochromit, Magnesiocoulsonit, Magnesioferrit, Magnetit, Manganochromit, Qandilit, Spinell, Trevorit, Vuorelainenit und Zincochromit die „Spinellgruppe“ mit der Systemnummer 4.BB.05 bildet.
In der vorwiegend im englischen Sprachraum gebräuchlichen Systematik der Minerale nach Dana hat Ulvöspinell die System- und Mineralnummer 07.02.05.02. Das entspricht der Klasse der „Oxide und Hydroxide“ und dort der Abteilung „Mehrfache Oxide“. Hier findet er sich innerhalb der Unterabteilung „Mehrfache Oxide (A+B2+)2X4, Spinellgruppe“ in der „Titan-Untergruppe“, in der auch Qandilit eingeordnet ist.

## Chemismus
Die Endgliedzusammensetzung Fe2TiO4 besteht aus 21,42 % Titan (Ti), 49,96 % Eisen (Fe) und 28,63 % Sauerstoff (O) in Form von 35,73 % TiO2 und 64,27 % FeO.
Aufgrund der Mischkristallbildung zwischen Ulvöspinell und Magnetit (Fe2+Fe3+2O4), die oberhalb von 600 °C lückenlos ist, enthalten natürliche Ulvöspinelle meist einen Überschuss an Eisen, der das Titan in der Formel vertritt. In kanadischen Mineralproben konnten zudem Fremdbeimengungen von Magnesium (1,8 % MgO), Aluminium (1,4 % Al2O3), Mangan (0,7 % MnO), Calcium (0,3 % CaO) und Vanadium (0,2 % V2O3) nachgewiesen werden.

## Kristallstruktur
Ulvöspinell kristallisiert kubisch in der Raumgruppe Fd3m (Raumgruppen-Nr. 227) mit dem Gitterparameter a = 8,51 Å sowie 8 Formeleinheiten pro Elementarzelle.

## Bildung und Fundorte

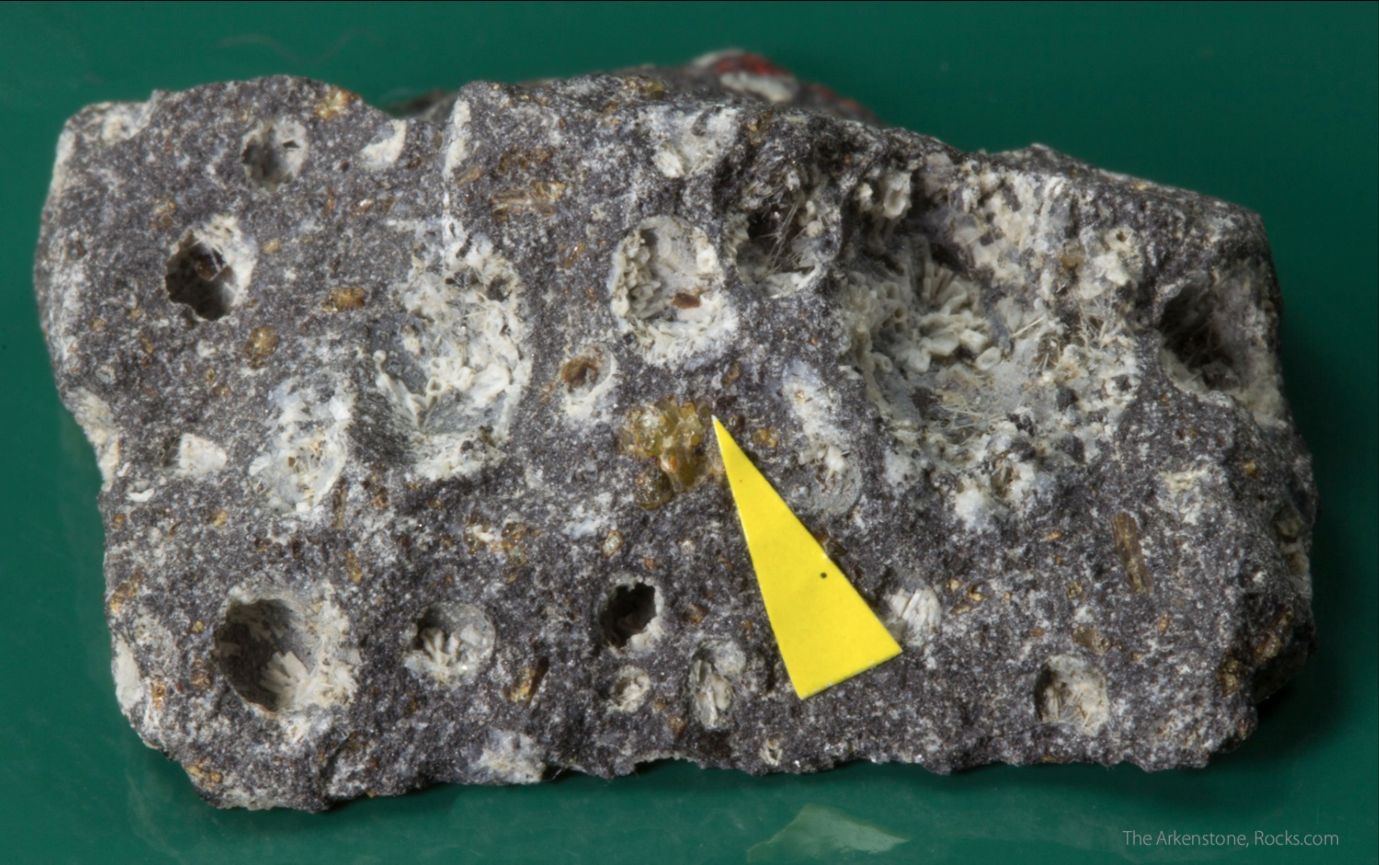
Olivin-Nephelinit mit Oxykinoshitalith (gelber Pfeil), Ulvöspinell, Augit, Calcit und Apatit aus Fernando de Noronha, Brasilien (Größe 3,0 cm × 2,0 cm × 1,0 cm)

Ulvöspinell bildet sich üblicherweise als Komponente titanhaltiger Magnetit-Eisenerz-Lagerstätten wie beispielsweise an seiner Typlokalität Södra Ulvön (Västernorrland, Ångermanland) und am Taberg bei Månsarp (Gemeinde Jönköping) in der schwedischen Provinz Jönköpings.
Als seltene Mineralbildung ist Ulvöspinell nur von wenigen Fundorten bekannt, wobei bisher (Stand 2018) weniger als 90 Fundorte dokumentiert sind.
In Deutschland fand sich Ulvöspinell in Form kleiner Kristalle und vergesellschaftet mit gediegen Eisen in den Basalten nahe Bühl bei Kassel in Hessen. Des Weiteren trat das Mineral in den Basaltsteinbrüchen am Ettringer Bellerberg im Landkreis Mayen-Koblenz und am Rother Kopf bei Gerolstein im Landkreis Vulkaneifel in Rheinland-Pfalz sowie am Löbauer Berg im Landkreis Görlitz in Sachsen auf.
In Botswana wurde Ulvöspinell zusammen mit Freudenbergit, Ilmenit und dem 2012 neu entdeckten Mineral Kudryavtsevait in den AK-8-Kimberliten bei Orapa im Central District entdeckt. Weitere Funde in Kimberlit kennt man unter anderem aus dem Ondermatjie-Schlot bei Pofadder und der De-Beers-Diamantmine bei Kimberley in Südafrika.
Als Nebengemengteil konnte Ulvöspinell teils in reiner Form, aber auch in Mischkristallen mit Chromit in den basaltischen Gesteinsproben vom Mond nachgewiesen werden, die verschiedene Apollo-Missionen und die Luna-Mission 24 von den Kratern Descartes und Fra Mauro, dem Taurus-Littrow-Tal sowie den Maren Crisium, Tranquillitatis und Oceanus Procellarum mitbrachten. Zudem kennt man das Mineral als Bestandteil verschiedener Mond- und Marsmeteorite wie unter anderem Northwest Africa (NWA) 856, 2046, 3171, 4590 und weitere (Fundorte Marokko, Algerien und Mauretanien); LaPaz Icefield 02205, Allan Hills A77005, Elephant Moraine A79001 und Queen Alexandra Range 94201 (Fundort Ostantarktis); D'Orbigny (Fundort Provinz Buenos Aires, Argentinien); Ibitira (Fundort Minas Gerais, Brasilien); Piplia Kalan (Fundort Rajasthan, Indien); Dar Al Gani 319 (Fundort Al Jufrah, Libyen) sowie Dhofar 287 und Dhofar 925 (Fundort Oman).
Weitere Fundorte liegen unter anderem in Australien, China, Dänemark, Finnland, Kanada, Norwegen, Polen, Russland, Spanien, Tschechien und den Vereinigten Staaten von Amerika (USA). Je nach Fundort können als Begleitminerale neben den bereits genannten unter anderem noch Apatit, Biotit, Chalkopyrit, Cohenit, Graphit, Olivin, Plagioklas, Pyroxen, Pyrrhotin, Troilit auftreten.